# Itzamna Patera
L'Itzamna Patera è una struttura geologica della superficie di Io.